# Спитерис, Яннис
Яннис Спитерис (греч. Ιωάννης Σπιτέρης; род. 27 августа 1940, Керкира, королевство Греция) — архиепископ Корфу, Занте и Кефалинии с 22 марта 2003 года, апостольский администратор апостольского викарита Фессалоник с 2003 года, член монашеского ордена капуцинов.

## Биография
Яннис Спитерис родился 27 августа 1940 года в городе Керкира, Греция. После окончания средней школы вступил в монашеский орден капуцинов.
24 июля 1968 года Яннис Спитерис был рукоположён в священника.
22 марта 2003 года Римский папа Иоанн Павел II назначил Янниса Спитериса архиепископом Корфу, Занте и Кефалинии. 18 мая 2003 года состоялось рукоположение Янниса Спитериса в епископа, которое совершил архиепископ Антониос Варталитис в сослужении с архиепископом Николаосом Фосколосом и епископом Франгискосом Папаманолисом.